# Darling (motorfiets)
Darling is een Zwitsers historisch merk van motorfietsen.
De bedrijfsnaam was Friedrich Lochner Motorradbau, Sumiswald-Gruenden, Bern.
Friedrich Lochner begon in 1924 op zeer kleine schaal motorfietsen te produceren. Daar voor ontwikkelde hij zelf de 246cc-tweetaktmotoren, maar hij moest de productie al in 1926 staken.